# Basil D'Oliveira
Basil Lewis D'Oliveira (Ciudad del Cabo, 4 de octubre de 1931-Worcester, 19 de noviembre de 2011) fue un jugador internacional de críquet inglés de origen sudafricano. De ascendencia mestiza del Cabo, la legislación del apartheid vigente en ese momento en Sudáfrica le prohibían, como a todos los demás jugadores no blancos, participar en las principales competiciones nacionales.
Emigró a Inglaterra en donde comenzó una carrera profesional en 1960 en las ligas de Lancashire, antes de unirse al Worcestershire County Cricket Club en 1964. Con la ciudadanía británica, disputó su primer partido test con la selección de Inglaterra en 1966. En total disputó 44 encuentros con la selección inglesa, el último de ellos en 1972.
En 1968 estuvo en el centro del caso D'Oliveira, una agitada controversia política y deportiva relacionada con la posibilidad de su inclusión por parte del Marylebone Cricket Club en una gira por Sudáfrica. En última instancia, se incluyó en la lista definitiva cuando otro jugador se lesionó, lo que provocó acusaciones de políticos sudafricanos de que la nominación tenía motivaciones políticas. La gira fue cancelada y formó parte de las etapas hacia el aislamiento deportivo internacional de Sudáfrica a partir de 1970.